# Resolució 2265 del Consell de Seguretat de les Nacions Unides
La Resolució 2265 del Consell de Seguretat de les Nacions Unides fou adoptada per unanimitat el 10 de febrer de 2016. El Consell va ampliar el mandat del panel d'experts que supervisava les sancions contra el Darfur per un any fins al 12 de març de 2017.

## Contingut
El mandat del grup d'experts que feia el treball de camp per al Comitè de Sancions 1591 es va ampliar fins al 12 de març de 2017. Les sancions inclouen un embargament d'armes, restriccions de viatge i la congelació de dipòsits bancaris.
Tanmateix, sovint es violava l'embargament d'armes i se li va demanar al Sudan que fes alguna cosa sobre el comerç il·legal d'armes curtes. També es va demanar al país que aixequés les restriccions burocràtiques que havia imposat als experts, fins i tot mitjançant l'emissió de visats oportuns i prengués mesures per protegir millor la població del Darfur contra la violència. També va assenyalar hi havia països que ignoraven les restriccions de viatge i les sancions financeres.